# Hirsch Meyer Baschwitz
Hirsch Meyer Baschwitz (ur. 23 grudnia 1752 we Frankfurcie nad Odrą, zm. 2 sierpnia 1837 tamże) – rabin Frankfurtu nad Odrą w latach 1821–1836.
Jego rodzicami byli drukarz książek Meir (Markus) ben Baschwitz (1715-1784) pochodzący z Brzegu Dolnego i Zore (Sara) Rifka Baschwitz z domu Motche (1717-1810). Miał sześcioro rodzeństwa, tj. Liebe Baschwitz (1749-?), malker finansowy i drukarz książek Baruch Meyer Baschwitz (1765-1836), Yehuda Loeb Baschwitz (1770-1842) znany też jako Levon Meir, Abraham Baschwitz (1772-?), Callmann Meyer Baschwitz (1751-1821) i Gittel (Henriette) Baschwitz po mężu Kauffmann (?-1838).
24 czerwca 1817 poślubił Bräunche, rozwódkę ze związku z Joachimem Markwaldem. Jego kolejną żoną została Bunne Baschwitz z domu Wolf (1759-1817), z którą doczekali się trzech synów, tj. lekarz Wolff Hirsch bein Meir Baschwitz (1786-1846), Hirsch Zvi Baschwitz (ur. ok. 1790, zm. ok. 1860) oraz Samuel Baschwitz (ur. 1802, zm. ?).
Zmarł w wieku 84 lat i spoczywa na cmentarzu żydowskim w Słubicach.